# U.S. Route 601
La U.S. Route 601 (US 601) est une US Route auxiliaire de la US 1 parcourant 316,30 miles (509,00 km) depuis Tarboro, Caroline du Sud jusqu'à Mount Airy, Caroline du Nord.

## Description du tracé

### Caroline du Sud
La US 601 débute à la jonction avec la US 321 à Tarboro. Elle se dirige vers le nord en passant par Hampton, Ehrhardt et Bamberg. Là, elle rencontre la US 301 et les routes forment un multiplex vers le nord jusqu'à Orangeburg. À partir d'Orangeburg, la US 601 continue vers le nord et passe par Saint Matthews et Lugoff, où elle rencontre la US 1. Les routes se rendent à Camden et s'y séparent. La US 601 poursuit son trajet vers le nord jusqu'à Kershaw. Entre Camden et Kershaw, elle forme un multiplex avec la US 521. À Kershaw, la US 601 se sépare de la US 521 et elle se dirige vers le nord-est. Elle passe par Pageland avant d'atteindre la frontière de la Caroline du Nord.

### Caroline du Nord
La US 601 entre en Caroline du Nord au sud-est de Monroe. Lorsqu'elle atteint Monroe, elle rejoint la US 74 dans la ville et s'en sépare rapidement. Elle prend alors la direction nord en passant à l'est de Charlotte. Elle traverse Fairview et Concord, où elle rejoint la US 29 puis l'I-85. Elle forme un multiplex avec l'I-85 jusqu'à Salisbury, au nord-est. Là, elle prend la direction nord-ouest jusqu'à Mocksville, Yadkinville, Boonville et Mount Airy, plus au nord-est. Elle prend fin à l'intersection avec la US 52 à Mount Airy.

## Intersections majeures
Caroline du Sud
 US 321 à Tarboro
 US 278 à Hampton. Les routes forment un multiplex dans la ville.
 US 301 à Bamberg. Les routes forment un multiplex jusqu'à Orangeburg.
 US 78 à Bamberg
 US 21 / US 178 à Orangeburg
 I-26 près d'Orangeburg
 US 176 près de Saint Matthews
 US 76 / US 378 près de Stateburg
 I-20 près de Lugoff
 US 1 à Lugoff. Les routes forment un multiplex jusqu'à Camden.
 US 521 à Camden. Les routes forment un multiplex jusqu'à Kershaw.
Caroline du Nord
 US 74 à Monroe. Les routes forment un multiplex dans la ville.
 US 29 à Concord. Les routes forment un multiplex dans la ville.
 I-85 à Concord. Les routes forment un multiplex jusqu'à Salisbury.
 US 29 / US 70 à Salisbury. La US 70 / US 601 forment un multiplex dans la ville.
 US 64 / US 158 à Mocksville. La US 64 / US 601 forment un multiplex dans la ville.
 I-40 près de Mocksville
 US 421 à Yadkinville
 I-74 près de Mount Airy
 US 52 à Mount Airy